# Eduardo Guerrero
Eduardo Guerrero (ur. 4 marca 1928 w Salto, zm. 17 sierpnia 2015 w Buenos Aires) – argentyński wioślarz, złoty medalista olimpijski.
Wystąpił na igrzyskach olimpijskich w Helsinkach w 1952 roku, gdzie zdobył złoty medal w dwójkach podwójnych. Wspólnie z Tranquilo Cappozzo wyprzedzili w finale osadę ZSRR o 6,1 sekundy i osadę Urugwaju o 11,5 sekundy. Był to pierwszy w historii złoty medal olimpijski dla Argentyny w tej konkurencji. Był to również ostatni złoty medal olimpijski dla Argentyny w XX wieku (kolejne złoto Argentyna zdobyła dopiero na igrzyskach olimpijskich w Atenach w 2004 roku).
Ponadto grał w rugby w Club Deportiva Francesa oraz był założycielem i dyrektorem Museo Olímpico Rodante.
Między październikiem 2002 a styczniem 2003 roku przepłynął rzekę Parana na odcinku od Puerto Iguazú do Buenos Aires.